# 松田浩次
 松田浩次（まつだ こうじ、 1963年1月13日 - ）は、京都府京都市生まれの、アニメ、及びゲーム音楽評論家、作曲家、作家。

## 略歴
大阪音楽大学卒業後、1987年、ソニー・ミュージックエンタテインメントに入社。退社後、バンダイに移り主に業務用ゲームサウンドや効果音を手掛けた。1997年にフリーとなり、現在ファミ通専属の音楽アナリストとして活躍する。

## ゲーム音楽
- たまごっち

## 関連人物
- タケカワユキヒデ
- すぎやまこういち
- 円谷英二
- 上野和典
- バンダイ・ミュージックエンタテインメント
- 中島美嘉